# Cape Leveque
Cape Leveque – przylądek w Australii Zachodniej, położony na północnym krańcu Ziemi Dampiera, na zachód od wejścia do Zatoki Królewskiej. 
Przylądek charakteryzuje się stromymi, czerwonymi klifami zbudowanymi z piaskowców, które zostały osadzone przez pływy morskie w płytkich morzach około 135 milionów lat temu. Na zachodniej stronie przylądka, na wysokości około 60 metrów n.p.m., znajdują się nietypowe bloki porcelanitu, które prawdopodobnie zostały osadzone w wyniku tsunami, jakie nawiedziło ten obszar około 300 lat temu. U podstawy klifów występują również charakterystyczne, płaskie formacje skalne przypominające bruk, będące pozostałością po tym samym zjawisku.
Wody u wybrzeży przylądka stanowią część corocznej migracyjnej wędrówki humbaków, które przypływają z wód Antarktydy na wybrzeże wyżyny Kimberley w celu odbycia rozmnażania.

## Historia
W 1688 roku do przylądka dotarł William Dampier. Przylądek został nazwany w 1803 roku przez francuskiego odkrywcę Nicolasa Baudina na cześć Pierre’a Leveque’a, hydrografa towarzyszącego mu podczas jego wyprawy wzdłuż zachodniego wybrzeża Australii. Od 1912 roku na przylądku działa latarnia morska.  Po automatyzacji latarni w 1986 roku, teren wokół przylądka został zakupiony przez organizację Aboriginal Development Commission oraz kilka innych agencji rządowych dla lokalnych społeczności aborygeńskich Djarindjin i One Arm Point.